# Ilse D'Hollander
Ilse D’Hollander (Sint-Niklaas, 18 mei 1968 - Paulatem, 30 januari 1997) was een Belgisch beeldend kunstenares.  Zij maakte vooral schilderijen en tekeningen en in mindere mate grafische kunst.  Zij wordt beschouwd als een belangrijke vertegenwoordiger van de hedendaagse Belgische schilderkunst. Zij stierf in 1997 op 28-jarige leeftijd ten gevolge van zelfdoding. Tijdens haar leven was ze nauwelijks gekend als kunstenaar, maar ongeveer 15 jaar na haar dood kreeg ze nationale en internationale bekendheid.
Haar werken liggen op de grens van figuratief en abstract en kunnen net zoals de werken van Raoul De Keyser niet in een vaste stijl vastgelegd worden.  Ze wordt een "painter’s painter" genoemd.

## Opleiding
Ilse D'Hollander bracht haar jeugd door in Sint-Niklaas. Zij volgde haar middelbare studies aan Sint-Carolus in Sint-Niklaas en aan de Stedelijke Kunsthumanioria in Berchem. Ze studeerde daarna schilderkunst aan het Hoger Instituut voor Schone Kunsten in Antwerpen (1987-1989) en aan het Hoger Instituut voor Schone Kunsten in Gent (1989-1991). Zij maakte haar eindwerk over Raoul De Keyser met wie ze later goede contacten onderhield.

## Gentse periode
Na haar studies vestigde ze zich als zelfstandig kunstschilder in Gent. Aanvankelijk maakte zij goed uitgewerkte figuratieve landschappen, stillevens en portretten, waaronder zelfportretten, geïnspireerd door de subjectieve stijl van Paul Cézanne, Giorgio Morandi en Leon Spilliaert. Geleidelijk aan kregen haar werken een meer abstracte inslag waarin de invloed Nicolas de Staël, René Daniëls en Raoul De Keyser merkbaar was. Met haar toenmalige partner Patrick De Clerck, componist van hedendaagse klassieke muziek, maakte ze enkele reizen naar Italië, waar ze onder de indruk was van de grote Italiaanse renaissanceschilders, zoals Giotto in Padua. Ze bezocht uitsluitend tentoonstellingen van kunstenaars die iets konden bijdragen aan haar obsessieve drang naar verdere ontwikkeling van haar schilderkunst. Voor het overige had ze weinig contacten met de kunstwereld.

## Ric Urmel
D'Hollander had weinig succes. Zij stond ook niet open om met haar werk naar buiten te komen. Ric Urmel, eigenaar van het platenlabel Megadisc en tevens kortstondig galeriehouder in Gent, leerde het werk van Ilse D'Hollander in 1993 toevallig kennen tijdens een bezoek aan Patrick De Clerck. Hij had een grote bewondering voor haar werk, maar Ilse D'Hollander wilde aanvankelijk niet verkopen of tentoonstellen. Hij kon haar overtuigen om fragmenten van haar werk te mogen gebruiken voor ontwerpen van ongeveer 40 cd-hoezen van o.a. John Cage, Galina Ustvolskaya en György Ligeti.
In 1994 kon Urmel D'Hollander overtuigen om deel te nemen aan een groepstentoonstelling in zijn galerie. Hoewel zij 6 muren tentoonstellingsruimte kreeg aangeboden beperkte ze zich tot het exposeren van slechts drie schilderijen die ze goed genoeg vond. Haar werken hingen naast die van onder andere Berlinde De Bruyckere en Leo Copers. Ook hier weigerde ze om schilderijen te verkopen. Naast een deelname aan Aula Art, kort na haar afstuderen in 1992, zou dit de enige groepstentoonstelling tijdens haar leven zijn.

## Paulatemse periode
In de loop van 1994 verhuisde Ilse D'Hollander naar een hoeve in Paulatem, een kleine landelijke gemeente in de Vlaamse Ardennen. Daar schilderde ze verder in haar semi-abstracte stijl op basis van indrukken die ze opdeed tijdens lange wandelingen of fietstochten, zoals van glooiende landschappen, bloeiende fruitbomen, omheiningen of een kanaal. Met ritmische harde en zachte penseelstreken, soms afgewisseld met vingerwerk, en met expressieve kleuren schilderde D'Hollander geometrische figuren, symbolen, monochrome vlakken en kleurblokken en kruisende lijnen in op elkaar liggende lagen verf. De verschillende transparante lagen suggereerden soms een silhouet of een vorm.
Zij maakte haar werken op basis intuïtie en improvisatie. Zij had geen idee van het eindresultaat. De invloed van Raoul De Keyser was merkbaar. Met haar hypergevoeligheid en zin voor perfectie was het schilderen voor haar geen vrijblijvende of ongecontroleerde activiteit, maar een voortdurende zoektocht naar de perfectie in haar kunst. Ze legde de nadruk op het intensief proces waarmee het werk tot stand kwam als een vertaling van haar ervaringen met de natuur naar haar beeldtaal op doek. De werken bevonden zich op grens van figuratief en abstract. Ze weigerde zich te laten beperken door een van die twee richtingen. Ze vertoonden suggestieve, maar herkenbare elementen zoals een bloem, een huis een tak of een symbool die opgenomen werden in haar innerlijke voorstelling van een landschap, daarom soms "inscape" genoemd, die door de toeschouwer niet als dusdanig te herkennen zijn of die een verwarrende indruk nalaten, 
Het werk op papier vertrok van dezelfde principes, maar het resultaat waren poëtische met strakke hand gemaakte composities van tegen elkaar liggende geometrische vlakken of als landschap herkenbare gouaches, gemaakt met verschillende tinten groen, "inscapes" die vragen oproepen bij de toeschouwer. 
Ilse D'Hollander was zachtaardig en beminnelijk, maar tegelijk introvert, bescheiden, teruggetrokken en vooral onzeker over haar schilderkunst.  Ze had een obsessie voor visuele prikkels in haar omgeving en was geïnteresseerd in poëzie. Haar bipolaire stoornis zorgde voor hevige emotionele schommelingen van ongeremde manische activiteit tot melancholie en depressie. Het schilderen was voor haar een vorm van therapie om haar emotionele instabiliteit beheersbaar te houden, wat in de jaren 1995 en 1996 leidde tot een dwangmatige en excessieve productie, weliswaar steeds coherent door haar intuïtie en schildertechniek.
In 1996 kreeg ze in het kunstcafé en galerie "Den Bouw" in Kalken haar eerste en enige solotentoonstelling.
Ilse stapte totaal onverwacht uit het leven op 30 januari 1997 in een ziekenhuis in Aalst waar ze eerder die dag was opgenomen  zonder een bericht na te laten.

## Nalatenschap
Ilse D’Hollander stierf als een onbekende kunstenares. Zij werd niet opgenomen in het ruime overzicht "Kunst in België na 1975" van Floris Bex uit 2001.
Omdat ze nooit iets weggooide, is haar volledig oeuvre uit haar Paulatemse periode bewaard gebleven. Na haar dood verwierf Ric Urmel alle werken die in de hoeve werden aangetroffen van de wettige erfgenamen van Ilse en bracht alles onder in een stichting "The Estate of Ilse D’Hollander", met het doel om het werk in de belangstelling te brengen. De nalatenschap bevatte ongeveer 400 schilderijen op doek, 1700 werken op papier, de meeste op kleine schaal, en een schrift (wat ontvreemd werd door derden) waarin ze toelichting gaf aan haar kunst. De meeste van haar werken waren niet gedateerd, noch gesigneerd en droegen geen titel.
Na een complete inventarisatie van alle werken werd het werk van Ilse door de Estate aan een beperkt aantal kunstkenners getoond. Early believers zorgden ervoor dat enkele jaren later een beperkt aantal werken getoond in enkele groepstentoonstellingen onder andere in 2003 in het Caermersklooster in Gent  en in 2010 op de Biënnale van de schilderkunst in Museum Dhondt-Dhaenens in Deurle en op solotentoonstellingen bij Lucas De Bruyckere en bij galerie Geukens en De Vil in Antwerpen.
In 2013 kreeg het werk van D'Hollander ruime aandacht door een solotentoonstelling in het Museum M in Leuven, die vergezeld ging van een door de Estate bekostigde monografie "Untitled" geschreven door Eva Wittocx, Tanguy Eeckhout, Helena De Preester en David Nash. Het werk van Ilse werd opgemerkt door de eigenaresse van de internationaal gerenommeerde galerie Konrad Fischer die nog in 2013 een solotentoonstelling in hun galerie in Düsseldorf organiseerden. In 2014 werden Ilse D'Hollanders werken op papier voorgesteld (en meteen allemaal verkocht) op een belangrijke groepstentoonstelling in de David Zwirner Gallery in New York en op een solotentoonstelling in de Konrad Fischer Galerie in Berlijn. Ter gelegenheid van deze tentoonstellingen verscheen het  tweede door de Estate gefinancierde referentiewerk "Ilse D'Hollander Works on Paper" van Julian Heynen en Eric Rinckhout. In België nam Sofie Van de Velde de vertegenwoordiging van de stichting Ilse D'Hollander waar en begon vanaf 2014 met regelmatige exposities in haar galerie. De kleinere werken op papier van Ilse D'Hollander werden eind 2014 opgenomen in een solotentoonstelling in het Museum van Hedendaagse Kunst in Antwerpen. . In Londen nam de galerie Victoria Miro deze rol op zich nadat Oliver Miro de werken van Ilse had ontdekt op de solo booth van de Sean Kelly Gallery op de prestigieuze ARMORY SHOW in New York.
Konrad Fischer stelde haar werken tentoon op zijn stand op Art Basel in 2015, waar de Britse-Amerikaanse curator en galeriehouder Sean Kelly er voor het eerst mee in aanraking kwam en Ilse, mede op advies van zijn Senior Director Janine Cirincione, onmiddellijk opnam in een solotentoonstelling in de Sean Kelly Gallery in New York en later in Los Angeles. Andere galeriehouders en kunstverzamelaars zoals Belinda De Gaudemar en David Nash kregen grote belangstelling voor het werk. Door de niet aflatende inspanningen van de Estate van Ilse D'Hollander verwierf ze eindelijk nationale en internationale bekendheid en haar werken werden een vaste waarde op grote nationale en internationale tentoonstellingen.
De Victoria Miro Gallery, de Sean Kelly Gallery en Gallery Sofie Van de Velde vertegenwoordigen het werk van Ilse D'Hollander.
- Bibliothèque nationale de France: cb171006557 (data)
- Gemeinsame Normdatei: 1042734976
- International Standard Name Identifier: 0000 0004 1870 5295
- Library of Congress Control Number: no2014109376
- MusicBrainz: fbff58e3-2309-46a7-9278-30061f09238d
- Nederlandse Thesaurus van Auteursnamen: 369246454
- RKD-Nederlands Instituut voor Kunstgeschiedenis: 466793
- Système universitaire de documentation: 200264842
- Virtual International Authority File: 305271133
- WorldCat: E39PBJx8JTTCxwXbY39tGFPmh3